# 萊登 (新墨西哥州)
萊登（英語：Lyden）是位於美國新墨西哥州里奧阿里巴縣的普查規定居民點。

## 人口
根據2020年美國人口普查的數據，萊登的面積為5.81平方千米，皆為陸地。當地共有人口250人，而人口密度為每平方千米43.03人。